# Hervé de Kerret
Hervé de Kerret, né le 27 septembre 1947 à Hennebont et mort le 20 décembre 2017 à Paris 14e,, est un physicien français du laboratoire AstroParticule et Cosmologie (APC), groupe Neutrinos, de l’Université Paris VII et du CNRS. Il dirige l’expérience de Double Chooz, associant environ 150 chercheurs d’une trentaine d’équipes et de huit pays.

## Parcours
Hervé de Kerret est originaire de la région de Lorient. Ses études et son parcours professionnel au sein de la communauté scientifique l'amène à s'installer en région parisienne. Il y devient chercheur au CNRS. À la fin des années 1980, il est admis au Laboratoire de Physique Corpusculaire du Collège de France et travaille à de la recherche fondamentale sur les neutrinos. Les neutrinos sont les particules les plus nombreuses dans l'Univers (à l'exception des photons) et les plus discrètes. L’étude de leur comportement et de leurs oscillations est une brique essentielle dans la compréhension du cosmos et de l’origine de la matière,,.
Hervé de Kerret participe à une série d’expériences sur le site du centrale nucléaire de Bugey, pour mesurer le flux d’antineutrinos à différentes distances du réacteur. Il s'est consacré dans ce cadre à la base de données de l'expérience et à l’amélioration de la simulation des particules, dans des conditions exceptionnelles en physique corpusculaire. La prise des données s’est achevée à l’automne 1992 et les résultats de cette expérience ont été publiés en 1993
Dans le prolongement des recherches effectuées à Bugey, il se rend ensuite dans les Ardennes, pour prospecter les environs de la centrale nucléaire de Chooz, implantée dans un méandre de la Meuse, à proximité de la frontière franco-belge. Les antineutrinos utilisés dans l'expérience sont ceux produits par les deux réacteurs de la centrale nucléaire de Chooz-B, deux réacteurs nucléaires à eau sous pression (PWR), avec une puissance thermique de 4,27 GW chacun. La prospection sur ce site permet d'identifier, à un kilomètre du réacteur, une cavité, à 150 mètres sous terre, constituant un abri idéal pour cette nouvelle expérience. Cette première étape de ce projet est soutenue notamment par Jacques Sourdille, ancien Secrétaire d’État à la Recherche, et à l'époque président du Conseil général des Ardennes. Outre le Conseil général, l'initiative est soutenue par la Région Champagne-Ardenne. Une trentaine de scientifiques internationaux sont associés aux recherches. Les prémisses du laboratoire international d'étude de Neutrinos de Chooz sont ainsi créés.
Ce premier volet se transforme en 2003 et devient l'expérience Double Chooz, associant environ 150 chercheurs, de huit pays différents : Allemagne, Angleterre, Brésil, Espagne, États-Unis, France, Japon et Russie. Une coopération internationale somme toute assez rare mais réussie. Les résultats sont publiés en 2011 et attire l'attention du monde scientifique, même si l'expérience de neutrinos de Daya Bay, en République populaire de Chine, aboutit quelques mois plus tard à des résultats encore plus probants. Entretemps, Hervé de Kerret est devenu un des membres du laboratoire AstroParticule et Cosmologie créé en 2005, par le CNRS, l'Université Paris VII et l'Observatoire de Paris.
La compétition est forte entre les laboratoires spécialisés sur ce sujet. Pour que le site de Chooz puisse aboutir à des mesures plus précises, un nouveau détecteur de neutrinos est inauguré en 2014, à 400 m du cœur du réacteur. Cette extension est financée par le Fonds européen de développement régional, les collectivités locales associées depuis le début (la région Champagne-Ardenne, le Conseil général des Ardennes, ainsi que la Communauté de communes Ardenne-Rives-de-Meuse), EDF, le CNRS et le CEA.
Ces recherches intéressent la recherche fondamentale et l'astrophysique. Mais un autre débouché plus concret pourrait être la mise au point de nouveaux moyens de surveillance de la prolifération du plutonium-239 de l’arme atomique.